# Теліца-Ноуе
Теліца-Ноуе (рум. Telița Nouă) — село в Аненій-Нойському районі Молдови. Входить до складу комуни, адміністративним центром якої є село Теліца.

## Населення
За даними перепису населення 2004 року у селі проживали 19 осіб, усі — молдавани.